# 文化广场 (长春)
文化广场是中国吉林省长春市最大的城市广场，原名顺天广场、地质宫广场，位于朝阳区的新民大街与解放大路交汇处，东至东民主大街，西至西民主大街，面积20.5公顷。北邻吉林大学朝阳校区，主楼原为长春地质学院（原东北地质学院）的教学楼，现为吉林大学地质宫博物馆。
文化广场最初是满洲国规划建设的国都广场，名为顺天广场。始建于1933年，其北侧预定为宫廷建筑用地，1938年动工，后因太平洋战争爆发而停工，1953-1954年，在原地基的基础上建设东北地质学院教学楼，由长春市建筑设计室（今吉林省建筑设计院前身）的王辅臣设计，称为“地质宫”，是一座仿古风格的大型标志建筑。
1996年，长春市政府对地质宫广场进行改造，并命名为“文化广场”。广场改造由清华大学设计，中心安设高37米的“太阳鸟”雕塑，两侧分别安放男体雕塑和女体雕塑，一阳刚一阴柔。长春的各项重大活动均在此举行。
长春轨道交通2号线在此设有文化广场站。
长春文化广场的裸男雕塑，曾被多次恶搞。